# Diego García (urugwajski piłkarz)
Diego Gonzalo „Demonio” García Cardozo (ur. 29 grudnia 1996 w Salto) – urugwajski piłkarz występujący na pozycji skrzydłowego, od 2022 roku zawodnik ekwadorskiego Emelecu.